# 皮内鲁普雷图
皮内鲁普雷图是巴西圣卡塔琳娜州的一个市镇。总面积65.705平方公里，总人口2912人，人口密度44.3人/平方公里。